# Arirang – Bekenntnisse eines Filmemachers
Arirang – Bekenntnisse eines Filmemachers (Koreanisch: 아리랑) ist ein Dokumentarfilm des südkoreanischen Filmemachers Kim Ki-duk aus dem Jahr 2011. Der Film handelt von einer persönlichen Krise des Filmemachers, die durch einen Unfall während der Dreharbeiten des Films Dream ausgelöst wurde.

## Handlung
Ein Unfall während der Dreharbeiten seines Films Dream, der fast den Tod einer Schauspielerin zur Folge gehabt hätte, stürzt Kim Ki-duk in eine Depression. Unfähig einen weiteren Film zu drehen, zieht er sich in die Einsamkeit zurück. Am Rande eines Dorfes bezieht er ein Haus und meidet jeglichen Kontakt mit Menschen. Mit der Kamera dokumentiert er dort sein Leben. Er filmt sich beim Verrichten alltäglicher Dinge, wie beispielsweise dem Füttern der Katze, dem Gang zur Toilette oder dem Zubereiten von Essen. In Zwiegesprächen, die er mit sich selbst führt, thematisiert er seine Situation, seine Depression, Wünsche und den Prozess seines bisherigen Filmeschaffens. Dabei wird auch ein Konflikt zwischen ihm und seinem ehemaligen Regieassistenten Jang Hun deutlich, den er wegen dessen kommerziellen Filmen und seinem Vertrag mit der Produktionsgesellschaft Showbox/Mediaplex einen „Verräter“ nennt.

## Hintergrund
Der Film feierte am 13. Mai 2011 auf den Internationalen Filmfestspielen von Cannes Premiere. Er lief dort in der Kategorie Un Certain Regard und gewann diese neben dem deutschen Film Halt auf freier Strecke.